# Robe blanche du cheval
Pour les articles homonymes, voir Cheval blanc.
La robe blanche du cheval est, dans le domaine de l'hippologie, une couleur de robe d'un cheval, caractérisée par un pelage complètement blanc sans aucune tache ou marque, une peau rose ou avec de petites taches noires, et des yeux bleus ou foncés. Les généticiens, notamment américains, avancent plusieurs explications au sujet de l'origine de la robe blanche chez les chevaux. Un ensemble de mutations responsables situées sur un gène, nommées « W », a été identifié. La robe blanche est extrêmement rare, et peut apparaître spontanément chez un poulain issu d'une population de chevaux normalement colorés. Une race chevaline est exclusivement sélectionnée sur cette couleur, le Camarillo white. La robe blanche peut être obtenue par le croisement de deux chevaux overo entre eux, mais est alors associée à une maladie génétique grave, le syndrome du poulain blanc, qui entraîne la mort du poulain quelques heures après sa naissance.
La couleur blanche du cheval, connue scientifiquement depuis une époque relativement récente, a toujours été à l'origine de mythes, légendes, contes et rituels dans la culture humaine.

## Identification visuelle

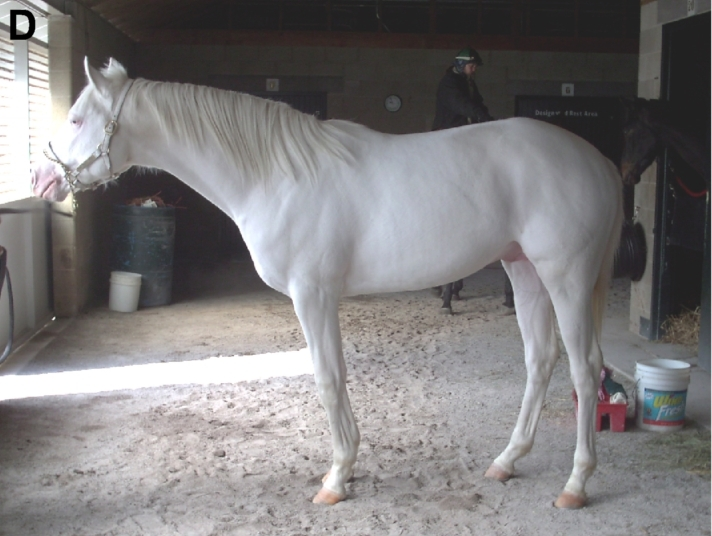
Étalon Pur-sang blanc. Le pelage est complètement blanc, la peau et les sabots sont clairs, et les yeux sont bleus.

Les véritables chevaux blancs sont extrêmement rares. Leur pelage est uniformément d'un blanc pur, leur peau est rose sans aucune marque (ou très peu), et leurs sabots sont de couleur claire. Ils ne changent jamais de couleur au cours de leur vie. Les yeux peuvent être bleus ou foncés.

## Identification génétique

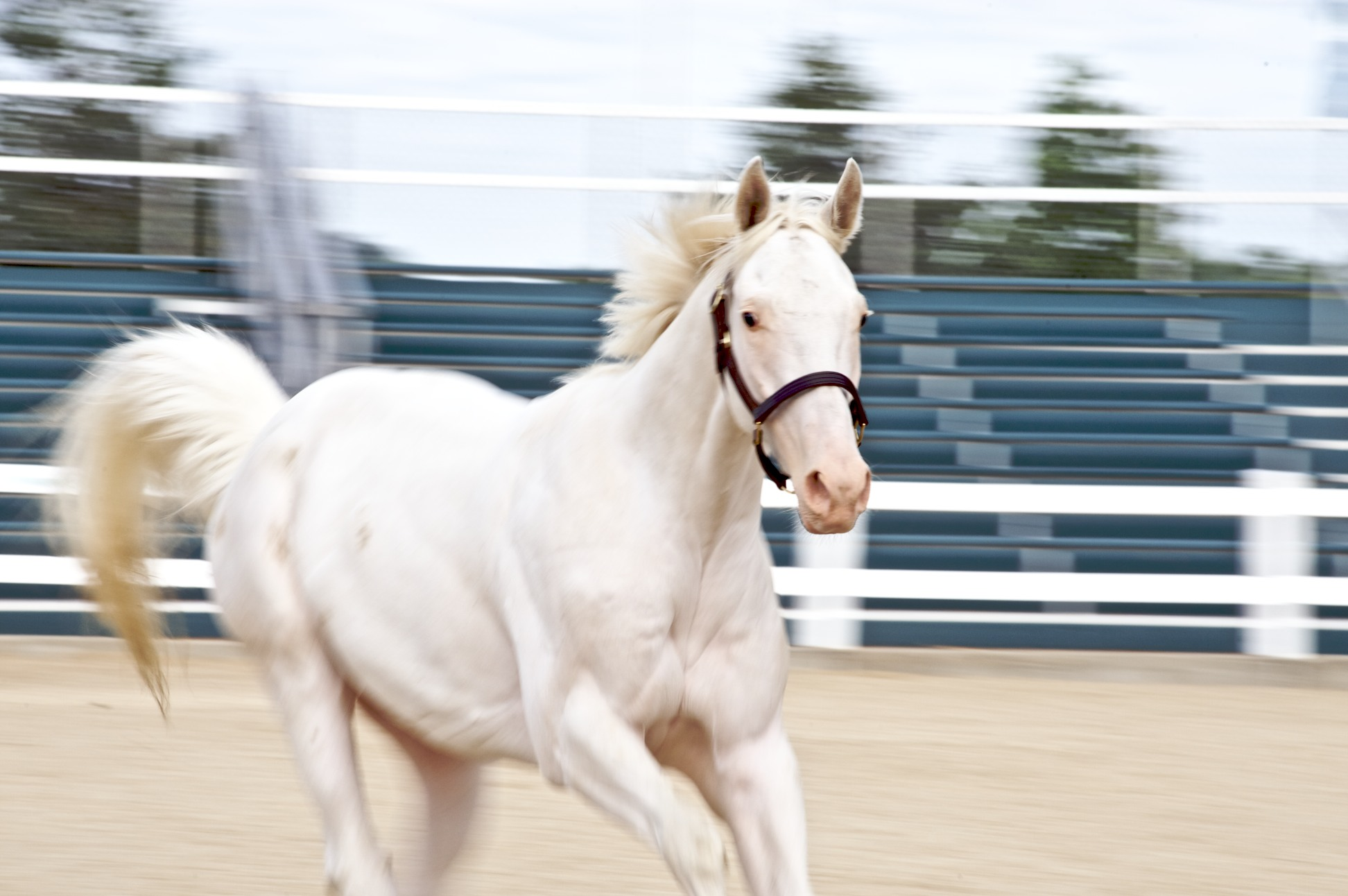
Cheval blanc, avec yeux foncés et peau rose

Selon une étude génétique réalisée par l'université de Californie, les chevaux blancs possèdent un gène dominant noté « W ». Une autre étude révèle que tous les chevaux blancs existants sont en fait des chevaux de robe pie, c'est-à-dire avec un patron de robe foncé avec une extension maximale du blanc. Selon cette étude, le gène « W » n'existe pas. L'albinisme, caractérisé par des yeux rouges, n'existe pas chez le cheval.
La robe blanche est particulièrement difficile à sélectionner pour l'élevage car il y a statistiquement que 50 % de chances d'avoir un poulain blanc vivant en croisant deux chevaux dont au moins un blanc entre eux. Cette particularité est due au gène dominant (W), responsable de la robe blanche. Le gène W est mortel s'il est homozygote (WW), et les juments avortent alors prématurément. Tous les chevaux blancs vivants sont hétérozygotes (Ww). Quand un cheval blanc (Ww) est croisé avec un cheval d'une autre couleur, (ww), il y a 50 % de chances d'avoir un poulain blanc et 50 % d'avoir un cheval d'une autre couleur. Quand deux chevaux blancs (Ww) sont croisés entre eux, il y a 50 % de chances d'avoir un poulain blanc vivant (Ww), 25 % de chances d'avoir un cheval d'une autre couleur(ww), mais aussi 25 % de risques d'avortement (WW),. Le gène (W) est dominant : si un cheval le porte, il sera toujours blanc et inversement, si le cheval n'est pas blanc, cela signifie qu'il n'est pas porteur du gène et donc ne donnera jamais naissance à un poulain blanc à moins d'être croisé avec un cheval blanc. Les éleveurs croisent généralement les chevaux blancs avec des chevaux normalement colorés, afin d'éviter le risque d'avortement. Les Camarillo ne sont pas porteurs du syndrome du poulain blanc.

## Adaptation sélective
Le pelage blanc semble être moins attirant pour les insectes qu'une robe plus foncée, ce qui confère un avantage sélectif aux chevaux blancs et gris.

## Confusions avec la robe blanche

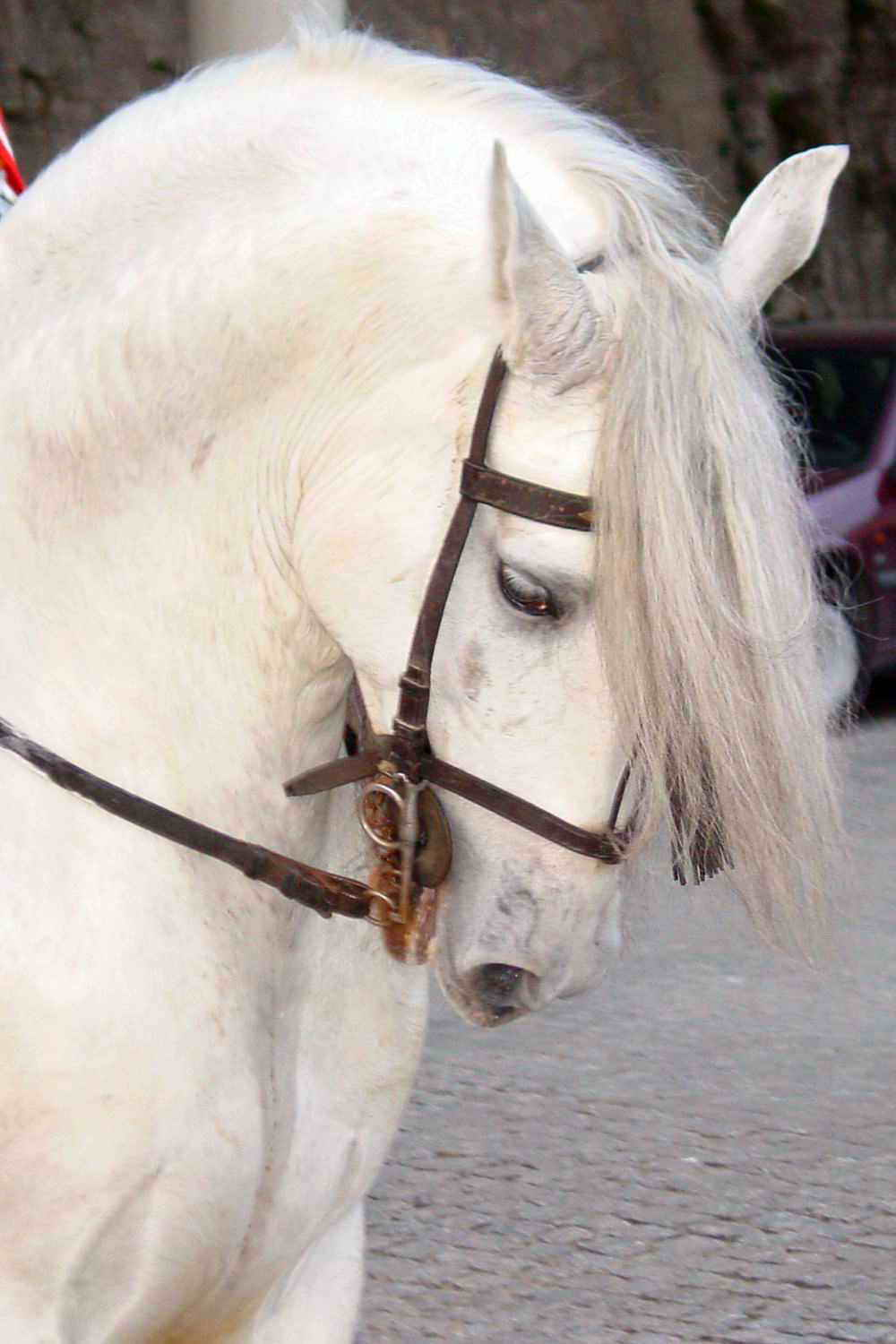
Ce cheval d'apparence blanche est en fait gris : la peau qui apparaît autour des yeux et des naseaux est grise.

- La plupart des chevaux qui paraissent blancs sont en fait gris, à l'instar des camarguais ou des lipizzans. La robe grise est le résultat d'une dépigmentation progressive des poils. Le poulain naît de couleur foncée (alezan, bai, etc.) et, en vieillissant, les pigments que contiennent les poils migrent dans la peau, ce qui explique la couleur grise presque noire de cette dernière. Le poil ne devient complètement « blanc » que vers l'âge de quatre ou cinq ans. Ce phénomène est à l'origine de tumeurs de la peau : les mélanomes qui se révèlent parfois cancérogènes. La peau de ces chevaux est gris foncé voire noire, et leurs yeux sont toujours foncés. La peau peut être rose sous les marques blanches comme les balzanes et la liste en tête.

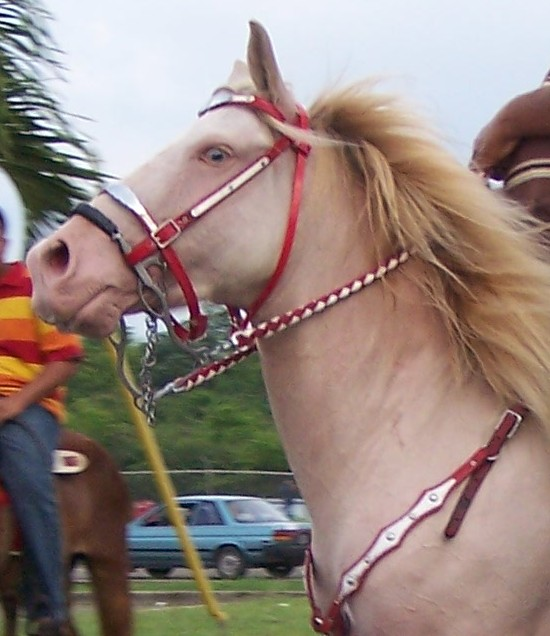
Un perlino, dont la robe est légèrement plus foncée que la blanche.

- D'autres chevaux possèdent une robe très claire, des yeux clairs et une peau rose, il s'agit des crèmes et des perlino. Ces deux robes sont dues à la double présence d'un gène de dilution (ou gène crème) qui agit sur les patrons de robe bai et alezan. Présent en double exemplaire, il provoque la naissance de chevaux presque blancs qui ne changeront jamais de couleur au cours de leur vie. La double présence du gène de dilution sur un patron de robe alezan provoque la naissance d'un cheval crème, la double présence du gène sur un patron de robe bai provoque la naissance d'un perlino. La différence entre un cheval de robe crème et un perlino tient dans la couleur de la crinière, qui est plus foncée chez le perlino.

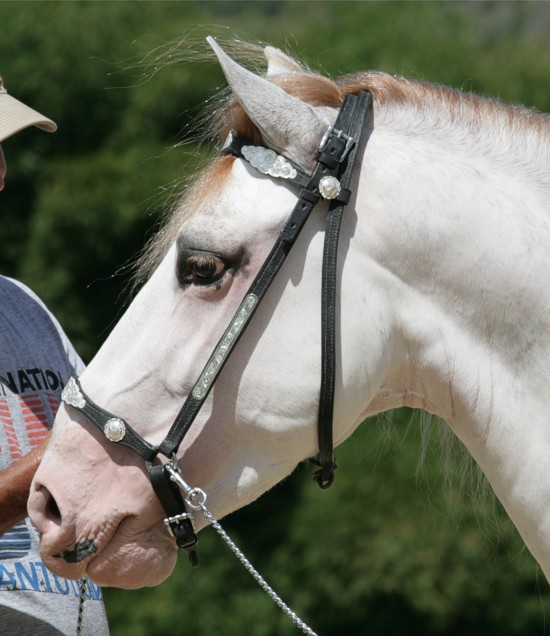
Ce cheval sabino présente une très grande extension du blanc, mais sa tête conserve quelques taches de couleur plus foncée.

- Les sabinos sont un type particulier de chevaux de robe pie souvent confondus avec un cheval blanc car certains présentent une extension maximale du blanc sur une robe de couleur, ce qui signifie que la robe originelle du cheval est presque entièrement recouverte d'une énorme "tache" blanche. La seule partie de leur corps qui peut encore présenter une couleur foncée est les oreilles. Ces chevaux étaient connus par les Amérindiens sous le nom de "medecine hat"[7]. Ces chevaux ne sont pas de véritables chevaux blancs du fait de leur patron de robe. Certaines races sont sélectionnées pour cette robe, le Clydesdale par exemple.

## Syndrome du poulain blanc
Le syndrome du poulain blanc est une anomalie génétique qui touche les chevaux de robe pie overo. Son origine est controversée, toujours est-il que le croisement de deux chevaux de robe pie overo peut provoquer une fois sur quatre la naissance d'un poulain de robe blanche qui meurt fatalement quelques heures plus tard à cause d'une malformation des intestins associée au gène dominant overo. Il est donc fortement déconseillé de croiser deux chevaux de robe overo entre eux.

## Chevaux blancs célèbres

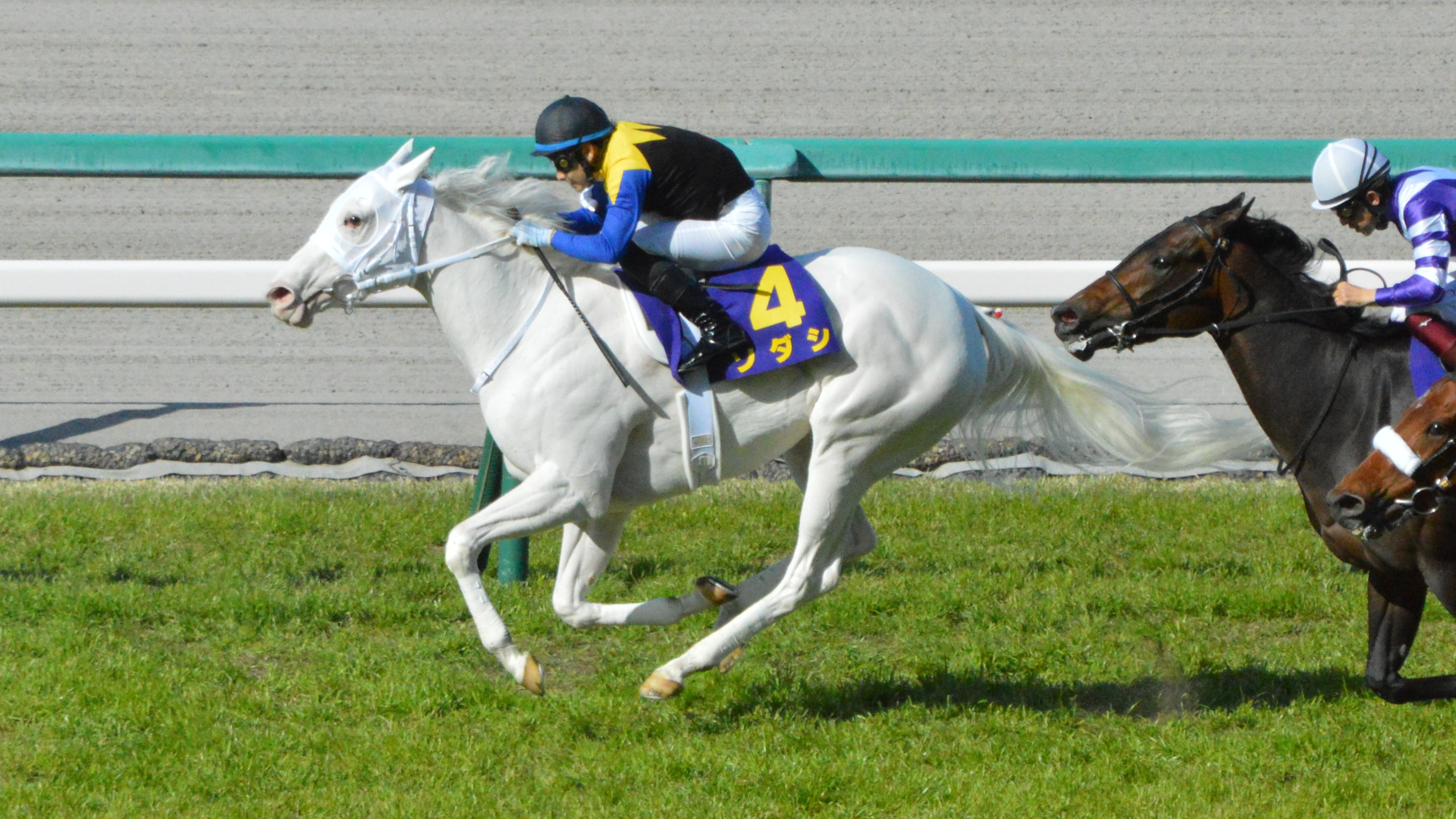
La pouliche japonaise Sodashi, premier cheval à robe blanche à gagner une course de groupe 1.

La monture du Cid, Babieca, est souvent décrite comme un cheval blanc, probablement de type espagnol. Une célèbre jument de course Pur-sang blanche, Yukichan, a hérité cette couleur de robe de sa mère Shirakuyihime. Le 11 avril 2021, la pouliche japonaise Sodashi remporte le Oka Shō et devient le premier cheval enregistré avec une robe blanche à remporter un groupe 1. 
La plupart des chevaux blancs qui apparaissent dans les films sont en réalité des gris, qui sont plus faciles à trouver. Cependant, quelques chevaux réellement blanc passèrent au cinéma, comme Silver, la monture de The Lone Ranger, dont le rôle est en fait tenu par deux chevaux blancs. L'un des chevaux qui jouait Topper, monté par Hopalong Cassidy, était lui aussi un blanc.

## Races et lignées de chevaux blancs

### Camarillo White
Le Camarillo white, cheval de selle développé aux États-Unis par la famille Camarillo, possède toujours une robe blanche. La race descend de Sultan, un étalon acquis à Sacramento par Adolfo Camarillo, l'un des derniers Californios. L'élevage se poursuit jusqu'à la mort de Carmen, la femme d'Adolfo, en 1987.

### Pur-sangs
Il existe plusieurs lignées de Pur-sang de course à la robe blanche, notamment aux États-Unis, au Japon et en France. Ce phénomène est exceptionnel, car les Pur-sangs sont presque toujours bais, alezans, plus rarement noirs ou gris. Aux États-Unis, la lignée est celle de White Beauty (née en 1963), qui a donné naissance à d'assez nombreux descendants, dont Precious Beauty et Patchen Beauty (en 1996). En France, cette lignée est celle de Mont Blanc II, étalon qui obtient d'assez bons résultats en courses. Une éleveuse, Mme Couturier, tente de créer un élevage de chevaux de sang de robe blanche en croisant les descendants de Mont Blanc II entre eux, mais le projet s'interrompt à son décès, malgré la naissance de quelques descendants comme le Panache blanc (en 1972, mais contrairement son père, il possédait quelques crins noirs). La lignée réapparaît toutefois en 1996 avec la naissance d'un poulain de race Selle français à la robe blanche issue de deux géniteurs de robe foncée, Habiblanc d'Auvers. L'apparition d'un poulain blanc dans une population de chevaux normalement colorés est rarissime. De plus, certains Pur-sangs descendants de blancs portent aussi une robe pie de phénotype sabino, ce qui atteste le lien étroit entre la robe sabino et la robe blanche.

### Trotteurs
Trois trotteurs blancs nés de parents foncés sont connus dans le monde, dont une pouliche trotteur italien nommée Via Lattea.